# Tom Allom
Thomas James "Tom" Allom är en brittisk ljudtekniker och musikproducent.
Han är känd för sitt arbete på flera album av bland annat Judas Priest och Black Sabbath.